# Diospyros sutchuensis
Diospyros sutchuensis là một loài thực vật có hoa trong họ Thị. Loài này được Y.C.Yang mô tả khoa học đầu tiên năm 1945.